# Psammogammarus initialis
Psammogammarus initialis is een vlokreeftensoort uit de familie van de Eriopisidae. De wetenschappelijke naam van de soort is voor het eerst geldig gepubliceerd in 1987 door Stock & Sanchez.